# Gérard Latortue

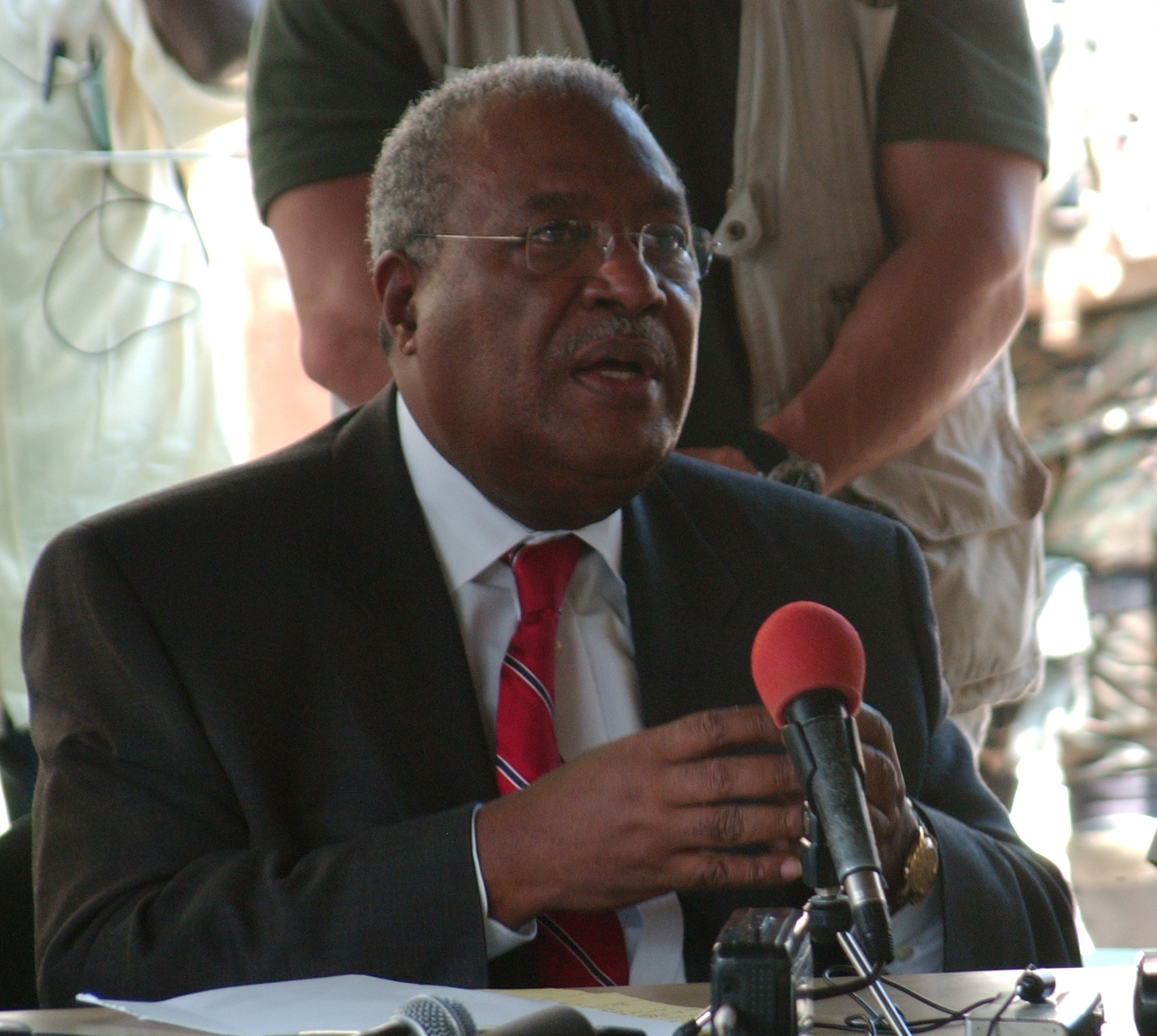
Gérard Latortue

Gérard Latortue (Gonaïves, 19 juni 1934 – Boca Raton (Florida), 27 februari 2023) was een Haïtiaans politicus.
Latortue ontvluchtte in 1963 het schrikbewind van François Duvalier en woonde lange tijd in de Verenigde Staten. Hij was vele jaren ambtenaar bij de Verenigde Naties, tot hij in 1986 naar Haïti kon terugkeren. Hij werd minister van buitenlandse zaken onder Leslie François Manigat, toen die in 1988 korte tijd president van Haïti was. Na diens val vluchtte hij opnieuw naar de USA, waar hij in zaken ging.
In februari 2004, nam de Haïtiaanse president Jean-Bertrand Aristide plots ontslag als president en vluchtte naar Zuid-Afrika. Later beweerde hij dat hij was afgezet door een Amerikaanse staatsgreep en werd ontvoerd. Vervolgens werd door de interim-president een raad van zeven wijzen benoemd die een nieuwe regering moest samenstellen. Deze benoemde Latortue op 9 maart 2004  tot tijdelijk regeringsleider. Hij woonde toen nog in de Verenigde Staten. Latortue bracht het land in rustiger vaarwater en organiseerde in 2005 presidentsverkiezingen, waarbij René Préval aan de macht kwam. Hij bleef eerste minister tot 9 juni 2006.
Latortue overleed op 88-jarige leeftijd.
Célestin · Préval · Honorat · Bazin · Malval · Michel · Werleigh · Smarth · Alexis · Chérestal · Neptune · Latortue · Alexis · Pierre-Louis · Bellerive · Conille · Lamothe · Guillaume · Paul · Jean · Jean-Charles · Lafontant · Céant · Lapin · Jouthe · Joseph · Henry